# Loi pour une sécurité globale préservant les libertés
Lire en ligne

Texte sur Légifrance

La loi pour une sécurité globale préservant les libertés est un texte législatif français promulgué le 25 mai 2021.
Elle est initiée par les députés LREM Alice Thourot (Drôme) et Jean-Michel Fauvergue (Seine-et-Marne, ancien patron du RAID) et déposée à l'Assemblée nationale le 20 octobre 2020. Elle porte sur le renforcement des pouvoirs de la police municipale, l'accès aux images des caméras-piétons, la captation d'images par les drones et la diffusion de l'image des forces de sécurité intérieure.
Le texte, soutenu par le gouvernement et les principaux syndicats policiers, fait l'objet d'une très forte opposition de la part des sociétés de journalistes, des organismes publics nationaux et internationaux et des associations de défense des libertés publiques.
À la demande du gouvernement, la proposition de loi suit la procédure accélérée ; elle est examinée à l'Assemblée nationale du 17 au 20 novembre 2020 et adoptée le 24 novembre. Son examen au Sénat a lieu en mars 2021 ; à son terme, la commission mixte paritaire regroupant députés et sénateurs parvient à un accord sur le texte le 29 mars.
La proposition de loi, y compris son très controversé article 24, est définitivement adoptée le 15 avril 2021 par le parlement, par 75 voix contre 33. Le Premier ministre Jean Castex (afin de « lever tout doute ») et la gauche parlementaire opposée au texte déposent des recours devant le Conseil constitutionnel, qui censure les articles les plus controversés en mai 2021.

## Calendrier législatif

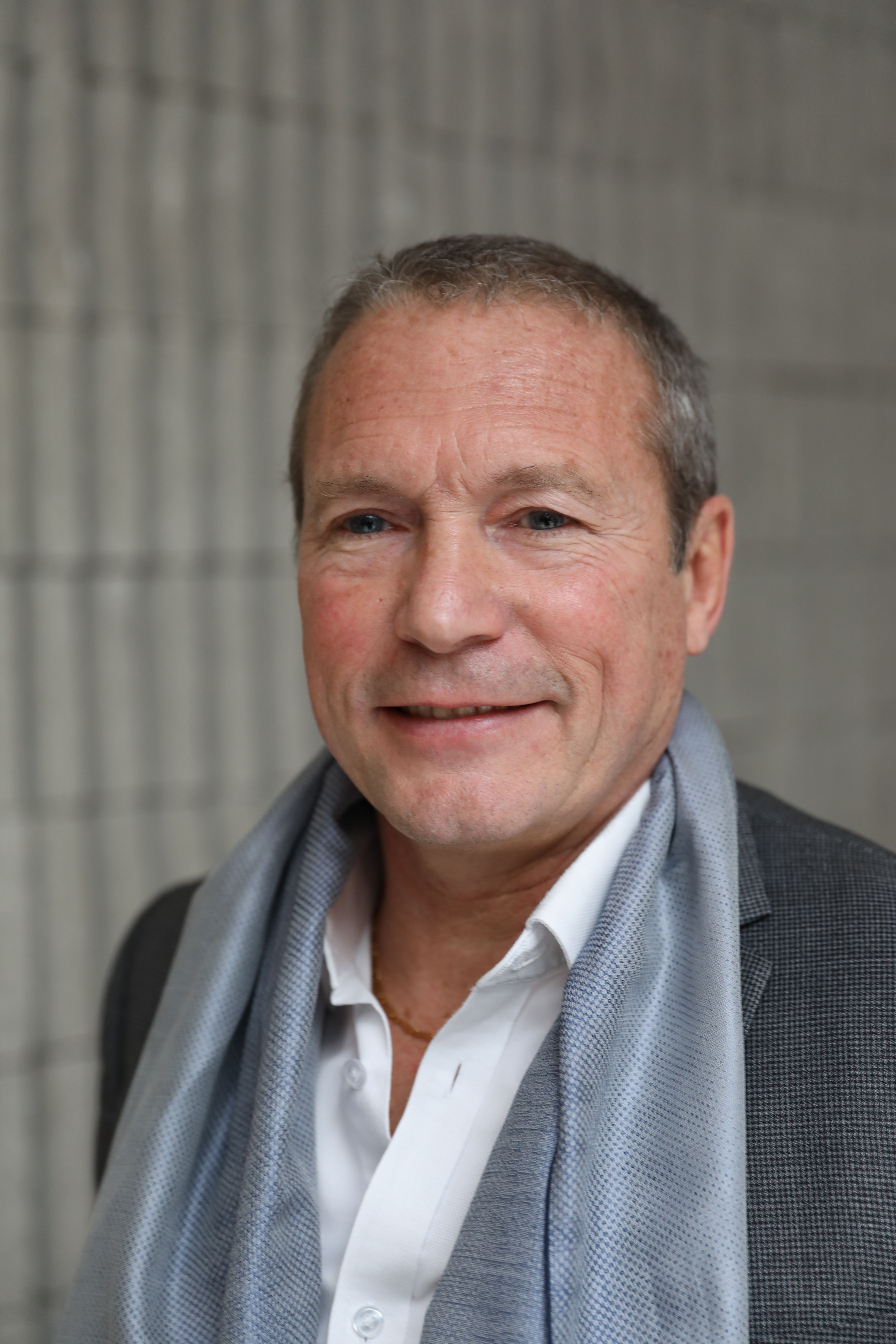
Jean-Michel Fauvergue, député de Seine-et-Marne (LREM).

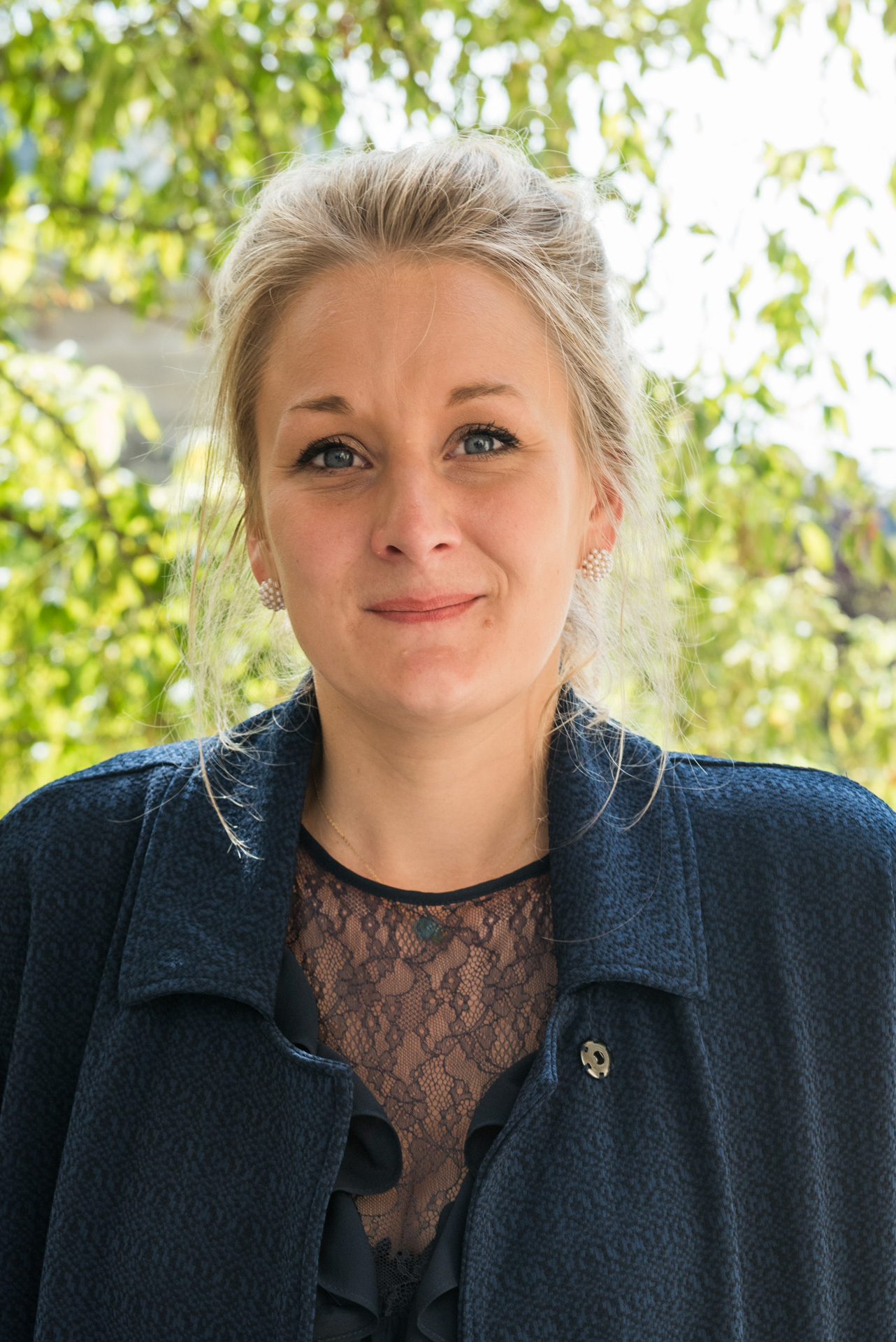
Alice Thourot, députée de la Drôme (LREM).

Le texte porte à l’origine sur la police municipale et le secteur de la sécurité privée, et est déposé le 14 janvier 2020 par les députés LREM Alice Thourot (Drôme) et Jean-Michel Fauvergue (Seine-et-Marne, ancien patron du RAID). En octobre de la même année, la proposition de loi est complétée à l'initiative du ministre de l'Intérieur Gérald Darmanin qui souhaite lui adjoindre un volet sur la protection des fonctionnaires de police et militaires : « Il s’agit de protéger ceux qui nous protègent », — un slogan régulièrement utilisé par les soutiens du texte.
Déposé le 20 octobre 2020, le texte fait l'objet d'une procédure accélérée sur décision du gouvernement (le 26 octobre), réduisant la navette parlementaire à une seule lecture par chambre. Le recours à cette procédure fait l'objet d'une critique de la Commission nationale consultative des droits de l'homme qui y voit une « dégradation du débat démocratique ». Elle s'alarme notamment du recours à une proposition de loi (issue de parlementaires) pour un texte en réalité porté par le gouvernement : « le gouvernement prive le parlement et la société d’un débat sur leur impact ainsi que d’une expertise juridique du Conseil d’Etat, préalables requis à l’examen parlementaire de tout projet de loi, mais pas pour une proposition de loi. »

### Assemblée nationale
Le texte est examiné en commission des Lois le 5 novembre 2020. Il est débattu en séance dans l'hémicycle du 17 au 20 novembre ; les députés doivent notamment examiner 1 319 amendements.
Lors du vote solennel, le 24 novembre, la proposition est adoptée à 388 voix pour, 104 contre et 66 abstentions. À cette occasion, le Premier ministre Jean Castex fait part de son intention de saisir le Conseil constitutionnel, à l'issue du processus législatif, concernant l'article 24.
| Groupe | Groupe                                                      | Pour | Contre | Abstention | Votants/Total |
| ------ | ----------------------------------------------------------- | ---- | ------ | ---------- | ------------- |
|        | Groupe Gauche démocrate et républicaine (GDR)               | 0    | 16     | 0          | 16/16         |
|        | Groupe La France insoumise (LFI)                            | 0    | 17     | 0          | 17/17         |
|        | Groupe socialistes et apparentés (SOC)                      | 0    | 29     | 0          | 29/29         |
|        | Groupe Libertés et territoires (LT)                         | 0    | 14     | 3          | 17/18         |
|        | Groupe La République en marche (LREM)                       | 220  | 10     | 30         | 260/271       |
|        | Groupe Mouvement démocrate et démocrates apparentés (MoDem) | 33   | 5      | 18         | 56/56         |
|        | Groupe Agir ensemble (AE)                                   | 18   | 0      | 0          | 18/20         |
|        | Groupe UDI et indépendants (UDI)                            | 10   | 0      | 8          | 18/18         |
|        | Groupe Les Républicains (LR)                                | 99   | 0      | 4          | 103/105       |
|        |                                                             |      |        |            |               |
|        | Non-inscrits (NI)                                           | 8    | 13     | 3          | 24/25         |
|        |                                                             |      |        |            |               |
| Total  | Total                                                       | 388  | 104    | 66         | 558/575       |

### Recul de la majorité
La Commission nationale consultative des droits de l'homme (CNCDH) publie le 26 novembre un avis (non contraignant) très critique vis-à-vis de la proposition de loi, dans laquelle la CNCDH voit « une nouvelle étape de la dérive sécuritaire en France »,. Le même jour, Jean Castex annonce qu'une commission indépendante présidée par Jean-Marie Burguburu (le président de la CNCDH) sera chargée de « réécrire » l’article 24, mais  rectifie le lendemain sous la pression du parlement, expliquant que la commission ne fera que « formuler des propositions [sur les] conditions de travail et d’intervention de la presse et des forces de l’ordre ». Le 30 novembre 2020, les présidents des groupes de la majorité à l’Assemblée nationale annoncent que l’article 24 sera entièrement réécrit. Selon le New York Times, l'affaire Michel Zecler a déclenché « un tollé national qui a forcé le gouvernement d’Emmanuel Macron et sa majorité à retirer et réécrire [l'article 24] ».

### Sénat
Fin novembre 2020, les sénateurs rapporteurs du texte Marc-Philippe Daubresse (LR) et Loïc Hervé (UDI) prévoient eux aussi de réécrire intégralement l'article 24 à cette occasion.
L'examen de la proposition de loi en commissions, au Sénat, a lieu en mars 2021 ; le texte est amendé et voté par les sénateurs le 18 mars. Celui-ci contient un article 24 remanié, dans lequel il n'est plus fait référence à la Loi du 29 juillet 1881 sur la liberté de la presse, et qui crée un délit de « provocation à l’identification », passible d'une peine durcie.
| Groupe | Groupe                                                                    | Pour | Contre | Abstention | Votants/Total |
| ------ | ------------------------------------------------------------------------- | ---- | ------ | ---------- | ------------- |
|        | Groupe communiste républicain citoyen et écologiste (CRCE)                | 0    | 15     | 0          | 15/15         |
|        | Groupe écologiste – solidarité et territoires (EST)                       | 0    | 12     | 0          | 12/12         |
|        | Groupe socialiste, écologiste et républicain (SER)                        | 0    | 65     | 0          | 65/65         |
|        | Groupe du Rassemblement démocratique et social européen (RDSE)            | 3    | 5      | 7          | 15/15         |
|        | Groupe Rassemblement des démocrates, progressistes et indépendants (RDPI) | 22   | 0      | 1          | 23/23         |
|        | Groupe Les Indépendants – République et territoires (LIRT)                | 13   | 0      | 0          | 13/13         |
|        | Groupe Union centriste (UC)                                               | 53   | 1      | 1          | 55/55         |
|        | Groupe Les Républicains (LR)                                              | 146  | 0      | 0          | 146/148       |
|        |                                                                           |      |        |            |               |
|        | Non-inscrits (RASNAG)                                                     | 1    | 0      | 0          | 1/2           |
|        |                                                                           |      |        |            |               |
| Total  | Total                                                                     | 238  | 98     | 9          | 345/348       |

### Commission mixte paritaire et adoption définitive
Après avoir trouvé un accord sur le texte avec le Sénat (majorité de droite et du centre) en commission mixte paritaire le 29 mars, préservant notamment la version de l'article 24 rédigée par les sénateurs, l'Assemblée nationale (majorité présidentielle) vote la proposition de loi à 75 voix pour et 33 contre le 15 avril 2021, les oppositions de gauche s'y opposant.
| Groupe | Groupe                                                      | Pour | Contre | Abstention | Votants/Total |
| ------ | ----------------------------------------------------------- | ---- | ------ | ---------- | ------------- |
|        | Groupe Gauche démocrate et républicaine (GDR)               | 0    | 2      | 0          | 2/16          |
|        | Groupe La France insoumise (LFI)                            | 0    | 16     | 0          | 16/17         |
|        | Groupe socialistes et apparentés (SOC)                      | 0    | 6      | 0          | 6/29          |
|        | Groupe Libertés et territoires (LT)                         | 0    | 1      | 0          | 1/18          |
|        | Groupe La République en marche (LREM)                       | 54   | 6      | 3          | 63/269        |
|        | Groupe Mouvement démocrate et démocrates apparentés (MoDem) | 8    | 1      | 0          | 9/58          |
|        | Groupe Agir ensemble (AE)                                   | 4    | 0      | 1          | 5/21          |
|        | Groupe UDI et indépendants (UDI)                            | 1    | 0      | 0          | 1/18          |
|        | Groupe Les Républicains (LR)                                | 7    | 0      | 0          | 7/104         |
|        |                                                             |      |        |            |               |
|        | Non-inscrits (NI)                                           | 1    | 1      | 0          | 2/23          |
|        |                                                             |      |        |            |               |
| Total  | Total                                                       | 75   | 33     | 4          | 112/573       |

### Conseil constitutionnel
Le Conseil constitutionnel a été saisi par les groupes politiques de gauche de l'Assemblée nationale (SOC, LFR et GDR) et du Sénat (SER, CRCR et EST). Il l'a aussi été par le Premier ministre Jean Castex afin de « lever tout doute ». 
Dans sa décision en date du 20 mai, il censure notamment l'article 52 (ancien article 24) sur la provocation à l'identification des forces de l'ordre considérant que l'article fait peser une incertitude sur la portée de l'intention exigée de l'auteur du délit ainsi que l'article 47 (ancien article 22) sur l’utilisation des drones lors de manifestations. Si le Conseil valide le principe de l'utilisation des drones, il considère que cette technique est ouverte trop largement et sans garanties particulières (notamment l'absence de durée maximale d'utilisation et de limites quant au périmètre d'utilisation).
Il censure également le recours aux caméras embarquées à bord des véhicules et aéronefs des forces de l'ordre en raison de l'absence de limite temporelle et spatiale ainsi que de régime d'autorisation et d'information. De même, l'expérimentation visant à élargir les pouvoirs de police judiciaire attribués aux agents municipaux, faute de contrôle suffisant des officiers de police judiciaire ou du procureur de la République.
En revanche, il valide l'utilisation de caméras individuelles par les forces de l'ordre, sous réserve que l'intégralité des enregistrements réalisés et la traçabilité de leurs consultations soient garanties. 
En outre, il considère comme cavaliers législatifs les articles 26, 57, 63, 68 et 69 du texte.

### Promulgation
La loi est promulguée par le président de la République le 25 mai 2021. Elle est publiée au Journal officiel de la République française no 120 du 26 mai 2021.

## Principales dispositions

### Articles 1 à 6
La proposition de loi prévoit, pour une durée de trois ans et à titre expérimental, l'accroissement des pouvoirs des polices municipales (quand elles comptent plus de vingt agents), avec notamment l'attribution de pouvoirs de police judiciaire ; le tout associé à un contrôle accentué de celles-ci,,. La création d'une police municipale à Paris, souhaitée par la maire Anne Hidalgo (qui y a longtemps été opposée), est également prévue.
Ces mesures sont motivées par la rapidité avec laquelle la police municipale intervient parfois sur le terrain ; le but est également de soulager la police nationale de certaines missions, en particulier les plus courantes et moins nobles, relèvent La Croix et Mediacités,.
La majorité des syndicats de policiers municipaux voit d'un bon œil le texte, tout en regrettant un manque de concertation et l'absence de revalorisation des salaires des agents.
La CNCDH s'inquiète « du transfert de compétences de police judiciaire aux agents de police municipale », soulignant notamment que ces derniers sont placés sous les ordres du maire, à l'inverse de la police nationale qui « agit sous la direction, le contrôle et la surveillance de l’autorité judiciaire »,. Elle redoute également une rupture d’égalité des citoyens devant la loi. En effet, toutes les communes ne disposent pas des mêmes moyens financiers, relèvent divers observateurs (policiers, élus, etc.) ainsi que des députés de l'opposition de gauche,,,. L'ajout de nouveaux pouvoirs aux polices municipales s'inscrit en outre dans un contexte qui voit l'État inciter les élus locaux à renforcer leur police municipale,.

### Articles 20 et 21
Les articles 20 et 21 sont relatifs à l'accès aux images, respectivement, des caméras de vidéosurveillance et des caméras-piétons portées par les policiers.
L'article 20 prévoit l'élargissement de l'accès aux images des caméras de vidéosurveillance à plusieurs personnels : les agents de la police municipale, ceux de la ville de Paris chargés d'un service de police, les contrôleurs de la préfecture de police, etc. ; cet accès était jusque-là réservé aux policiers et gendarmes (nommément chargés de cette tâche). Le Défenseur des droits ainsi que certains députés estiment que l'accès élargi à ces images serait incompatible avec le respect du droit à la vie privée,.
L'article 21, relatif aux caméras-piétons, prévoit que « les images pourront être transmises en direct au poste de commandement, les personnels accéder directement à leurs enregistrements et les images utilisées pour « l’information du public sur les circonstances de l’intervention » », ainsi que le résume le journaliste Pierre Januel sur Dalloz Actualités, qui y voit « un moyen de s’imposer dans la guerre des images ». Yves Lefebvre, secrétaire général du syndicat Unité SGP Police-Force Ouvrière, écrit dans La Croix que la possibilité de « diffuser sur les réseaux sociaux les vidéos issues des caméras des policiers » permettrait de « recontextualiser les interventions ».
La Défenseur des droits estime que « ces dispositions sont susceptibles de porter atteinte au droit au respect de la vie privée »,, position rejointe par l'association Amnesty International France. Permettant aux agents d'accéder aux images de leur propre caméra-piéton, l'article fait également craindre que des agents puissent modifier leur témoignage en conséquence, écrit Pierre Januel. Cet accès, relève la Commission nationale consultative des droits de l'homme, « [prive] d’une « garantie essentielle » le cadre légal actuel prévu pour l’accès à ces image » : la CNIL avait en effet estimé en 2016 que la mention par l'article L241-1 du Code de la sécurité intérieure constituait « une garantie essentielle »,,.

### Article 22
L'article 22 vise à donner un cadre juridique à l'usage des drones, qui en est jusque-là dépourvu — une décision du Conseil d'État parue le 18 mai 2020 somme à ce titre l'État de « cesser, sans délai, de procéder aux mesures de surveillance par drone »,,. Il entend ainsi autoriser la captation d'images par drones dans neuf cas, : 

« Art. L. 242‑5. – Dans l’exercice de leurs missions de prévention des atteintes à la sûreté de l’État, la défense ou la sécurité publique et de prévention, de recherche, de constatation ou de poursuite des infractions pénales, les services de l’État concourant à la sécurité intérieure et à la défense nationale peuvent procéder, au moyen de caméras installées sur des aéronefs, à la captation, l’enregistrement et la transmission d’images aux fins d’assurer :

1° La sécurité des rassemblements de personnes sur la voie publique ou dans les lieux ouverts au public, lorsque les circonstances font craindre des troubles graves à l’ordre public, ainsi que l’appui des personnels au sol en vue de maintenir ou de rétablir l’ordre public

2° La prévention d’actes de terrorisme

3° Le constat des infractions et la poursuite de leurs auteurs par la collecte de preuves

4° La protection des bâtiments et installations publics et de leurs abords

5° La sauvegarde des installations utiles à la défense nationale

6° La régulation des flux de transport

7° La surveillance des littoraux et des zones frontalières

8° Le secours aux personnes

9° La formation et la pédagogie des agents »

La Quadrature du Net (LQDN) et Amnesty International voient dans cet article des risques d'atteinte à la vie privée, notamment par l'usage potentiel de systèmes de reconnaissance faciale (dont LQDN craint qu'il soit la source de dérives, notamment des arrestations « préventives » de militants politiques),,,.
Le Conseil des droits de l'homme des Nations unies s'inquiète de l'usage de drones pour la surveillance et le maintien de l'ordre lors de manifestations. Il indique qu'« une telle ingérence [au droit à la vie privée] doit être mise en œuvre en vertu d'une base juridique nationale qui est suffisamment prévisible, accessible, fournit des  garanties contre les abus », et que « les restrictions à ce droit doivent viser la protection d’un intérêt légitime et doivent avoir regard aux principes de nécessité, proportionnalité et non-discrimination », avant de rajouter que ces conditions « ne semblent pas remplies » par l'article 22. En ce qui concerne l'usage des drones pour la prévention d’actes de terrorisme, le Conseil dénonce un article ne respectant pas les « principes de nécessité et de proportionnalité », le but n'étant pas « défini avec suffisamment de clarté et de prévision, conformément aux exigences du droit international ».
L'article 22 est adopté le 21 novembre 2020, en dépit de l'avis de plusieurs parlementaires qui estiment le texte trop imprécis. Ainsi que le résume Le Monde, « dans le cadre de manifestations, les vidéos tournées par drone ou hélicoptère pourront être diffusées en direct dans la salle de commandement du dispositif de maintien de l’ordre puis conservées – pour une durée de trente jours, prolongée si elles sont utilisées dans le cadre d’une enquête » ; l'intérieur des domiciles ne devra pas être filmé.
La CNCDH se dit notamment « opposée à l’utilisation généralisée des caméras aéroportées (drones) qui ouvre des perspectives de surveillance sans précédent, particulièrement menaçantes pour l’exercice des droits et libertés fondamentaux »,.

### Article 24
L'article 24 est initialement formulé comme suit (paragraphes 1 et 2) :

« Le paragraphe 3 du chapitre IV de la loi du 29 juillet 1881 sur la liberté de la presse est complété par un article 35 quinquies ainsi rédigé :

Art. 35 quinquies. – Est puni d’un an d’emprisonnement et de 45 000 euros d’amende le fait de diffuser, par quelque moyen que ce soit et quel qu’en soit le support, dans le but qu’il soit porté atteinte à son intégrité physique ou psychique, l’image du visage ou tout autre élément d’identification d’un agent de la police nationale ou de la gendarmerie nationale autre que son numéro d’identification individuel lorsqu’il agit dans le cadre d’une opération de police. »

Gérald Darmanin, ministre de l'Intérieur, défend que cette proposition vise à empêcher que les policiers soient « jetés en pâture […] sur les réseaux sociaux ». 
Avec cet article, Gérald Darmanin entend répondre à une demande ancienne des syndicats de policiers,,. Le syndicat Alliance Police nationale, qui évoque les propos haineux et les appels à la violence visant des policiers sur les réseaux sociaux, demande quant à lui depuis 2018 le floutage systématique des policiers,. Pour le secrétaire général d'Unité SGP Police-Force Ouvrière, si la législation préexistante permet déjà de poursuivre l'auteur de menaces contre un membre des forces de l'ordre dont la photo a été publiée sur les réseaux sociaux, « rien ne permet juridiquement de punir aujourd'hui celui qui a initialement posté cette image. […] Il a une responsabilité et c'est ce que vient reconnaître l'article 24 ».
La validité juridique de l’article 24 est incertaine, un député estimant : « Constitutionnellement, on aura vraisemblablement des problèmes avec le caractère intentionnel de l’infraction. »
L'article suscite également une vive opposition,, en particulier du Conseil des droits de l'homme des Nations unies, du Haut-Commissariat des Nations Unies aux Droits de l’Homme, de la commission européenne, du Conseil de l'Europe, du Défenseur des droits,,,, des journalistes, (qui protestent dans une tribune signée par de très nombreuses rédactions), des cinéastes,, le Conseil national des barreaux et des associations de défense des libertés publiques,,. La presse étrangère s'indigne également. 
Cinq rapporteurs du conseil des droits de l'homme de l'ONU estiment que cette loi porte « des atteintes importantes aux droits de l’homme et aux libertés fondamentales, notamment le droit à la vie privée, le droit à la liberté d’expression et d’opinion, et le droit à la liberté d’association et de réunion pacifique » et place la France en contradiction avec la Déclaration universelle des droits de l’homme, le Pacte international relatif aux droits civils et politiques et la Convention européenne des droits de l’homme.
Plusieurs journalistes soulignent que cette proposition intervient peu après qu'Emmanuel Macron a promis de défendre la liberté d’expression lors de son hommage au professeur assassiné Samuel Paty,.

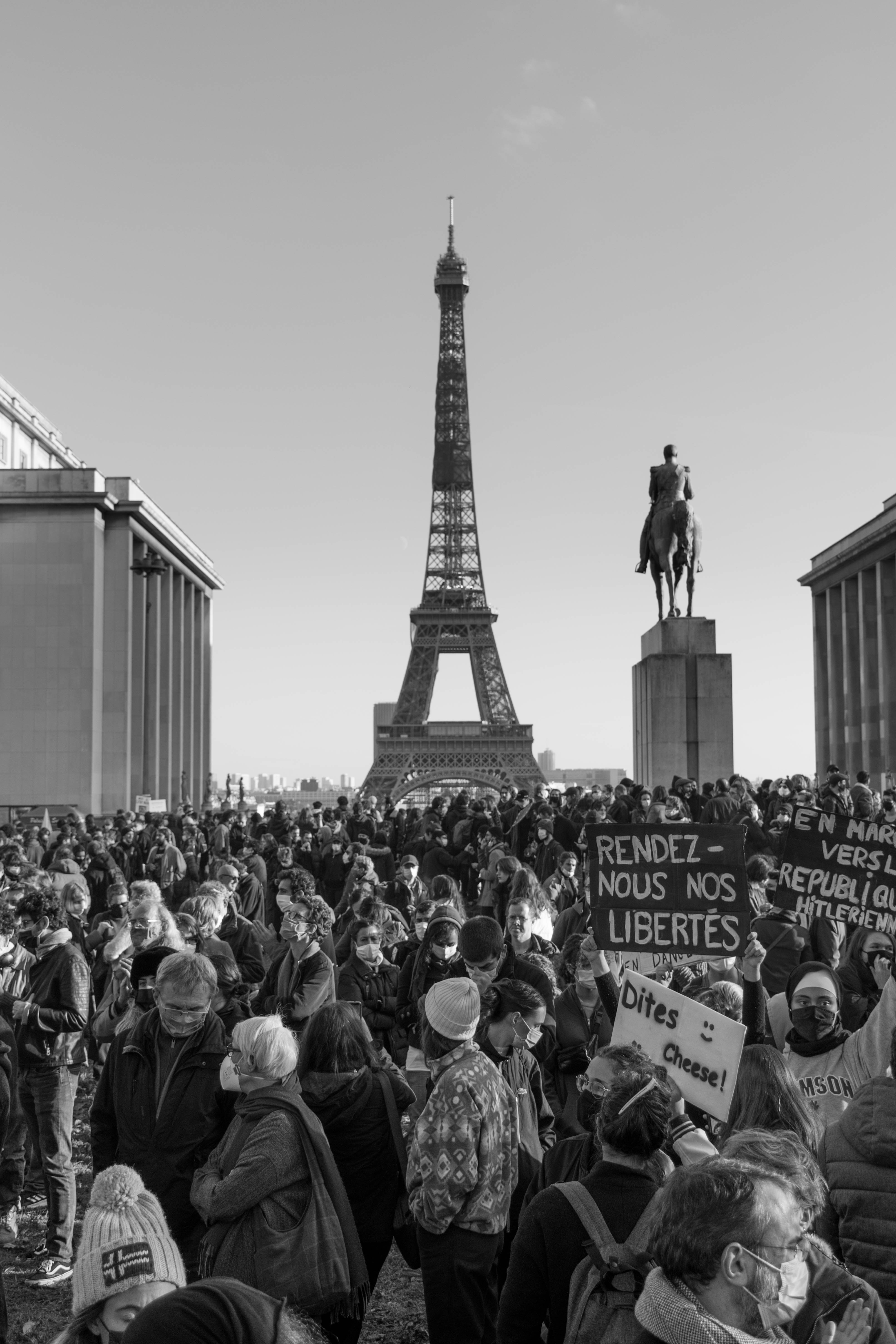
Manifestation parisienne du 21 novembre 2020.

Thibault Prévost, d'Arrêt sur images, rappelle que sans des vidéos telles que celles qui sont visées par le texte, de nombreuses enquêtes récentes n'auraient pas pu avoir lieu, citant les affaires Benalla (place de la Contrescarpe), Cédric Chouviat, Geneviève Legay, Olivier Beziade, ou les violences policières dans le Burger King bordelais en 2018. Dans un autre article, Thibault Prévost estime que « les pro-loi sont par ailleurs avares en données fiables sur le supposé harcèlement et repérage de policiers via les réseaux sociaux ».
Selon Alice Thourot et Jean-Michel Fauvergue, députés LREM à l'initiative de la proposition de loi, le but n'est pas d'interdire la diffusion d'images de policiers ni d'imposer le floutage de leurs visages, mais seulement de sanctionner a posteriori la diffusion de ces images dans le contexte d'« appels à la violence contre des membres des forces de l’ordre » ; cependant, le ministre de l'Intérieur a une interprétation contradictoire de la proposition de loi, affirmant qu'elle « prévoit l’interdiction de la diffusion de ces images » ou bien le floutage des visages,. Lors du débat au Parlement, il plaide pour un durcissement de cette disposition : « Si vous voulez diffuser sur Internet de façon sauvage, pardon de le dire comme ça, vous devrez faire flouter les visages des policiers et des gendarmes »,. Ces prises de parole contradictoires induisent une certaine confusion quant à la portée réelle du texte.
L'article est voté et adopté par l’Assemblée nationale le 20 novembre par 146 votes pour et 24 contre, avec un amendement gouvernemental de dernière minute faisant évoluer la rédaction de son paragraphe 2 de la sorte, :

« Art. 35 quinquies. – Sans préjudice du droit d’informer, est puni d’un an d’emprisonnement et de 45 000 euros d’amende le fait de diffuser, par quelque moyen que ce soit et quel qu’en soit le support, dans le but manifeste qu’il soit porté atteinte à son intégrité physique ou psychique, l’image du visage ou tout autre élément d’identification, autre que son numéro d’identification individuel, d’un agent de la police nationale, d’un militaire de la gendarmerie nationale ou d’un agent de police municipale, lorsque ces personnels agissent dans le cadre d’une opération de police. »

In fine, Marc Rees de Next INpact souligne que, bien qu'il reviendra à un juge d'apprécier a posteriori si la diffusion de l'image d'un policier avait un but malveillant, ainsi que le soulignent les partisans du texte,, les forces de l'ordre sur le terrain seront amenées à apprécier l'intentionnalité a priori : « la crainte des journalistes […] est que des mesures de restrictions, allant de la saisie du matériel à la garde à vue, s’abattent aléatoirement sur les personnes filmant ce qu’ils pensent être des violences policières ». La CNCDH produit une analyse identique et estime que, combinée au nouveau schéma national du maintien de l'ordre, « cette nouvelle infraction pourrait, par la menace  d’intervention et de poursuites qu’elle fait peser, dissuader les journalistes, chercheurs et citoyens d’informer le public sur l’action policière »,.
Après l'adoption de la proposition de loi par l'Assemblée nationale, deux épisodes de violences policières alimentent les débats au sujet de l'article 24 : l'évacuation de migrants installés sur la place de la République, à Paris, le 23 novembre, qui débouche sur des violences à l'égard de certains migrants et d'un journaliste, et la diffusion par le média Loopsider, le 26 novembre, des images du passage à tabac d'un producteur de musique par plusieurs policiers parisiens, survenu le 21 novembre,,. Émilie Aubry explique sur France Culture que la semaine du 20 novembre a ainsi démontré « l’utilité de filmer et de diffuser les images de policiers ». Ces deux événements associés à la proposition de loi conduisent la presse internationale à évoquer une dérive autoritaire ou l'émergence d'une crise politique dans l'Hexagone, rapporte Courrier international.
Face à la polémique, les parlementaires ont souhaité adapter le texte. Après une modification du texte au Sénat, les parlementaires se réunissent en commission mixte paritaire (CMP). Le 31 mars 2021, la CMP publie un nouveau texte. L'article 24 est modifié, de nouvelles dispositions sont intégrées au Code pénal. Il est notamment question du délit de "provocation à l'identification" proposé à l'article 226-4-1-1.
En mai 2021, l'article est censuré par le Conseil constitutionnel, qui estime que cet article ne concilie pas l’équilibre « entre les objectifs de valeur constitutionnelle de prévention des atteintes à l’ordre public et de recherche des auteurs d’infractions et le droit au respect de la vie privée », et que « le législateur [n'avait] pas suffisamment défini les éléments constitutifs de l’infraction contestée [et méconnaissait] le principe de la légalité des délits et des peines ».
La censure de cet article est dénoncée par le Rassemblement national (RN), qui propose, pour éviter ce type de censure, de « changer » la Constitution et de « sortir » de la Cour européenne des droits de l'homme.

#### Dans la loi contre le séparatisme
Gérald Darmanin affirme le 6 décembre 2020 que l’article 24 ne sera pas recyclé dans la Loi contre le séparatisme ,, mais plusieurs observateurs notent que l’article 18 de celle-ci, qui évoque les « atteintes à l'intégrité psychique » des personnes dépositaires de l'autorité et crée un délit de mise en danger de la vie d’autrui par diffusion d’informations relatives à la vie privée, rappelle l'article 24,.

### Autres dispositions
Parmi les autres dispositions du texte, l'article 23 introduit la suppression automatique des réductions de peine pour les personnes condamnées pour violence ou menaces contre des policiers (y compris municipaux), gendarmes, pompiers, etc., une mesure jusque-là réservée aux personnes condamnées pour terrorisme. Ces réductions de peine sont pourtant un levier de régulation disciplinaire, puisqu'elles peuvent être supprimées par le juge de l'application des peines en cas de mauvais comportement du détenu. La Défenseur des droits estime que l'article 23 pose « un risque d’atteinte aux principes constitutionnels d’égalité devant la loi, de nécessité des peines, de proportionnalité et d’individualisation des peines »,.
L'article 25 autorise les membres de la police et de la gendarmerie à porter leurs armes en dehors de leur service dans les établissements recevant du public, sans possibilité de s'y opposer. Cette autorisation est comparée par Slate au droit américain, décrié pour l'utilisation généralisé du port d'arme, mais qui n'autorise pas de manière aussi large le port d'arme des policiers.
Enfin, le texte souhaite encadrer davantage les sociétés de sécurité privée (notamment en limitant le recours à la sous-traitance et en listant des infractions interdisant l'exercice de la profession), tout en leur accordant des prérogatives élargies (missions de surveillance contre les actes terroristes sur la voie publique, opérations de palpation de sécurité),,, dans la perspective des Jeux olympiques de Paris en 2024.

## Manifestations

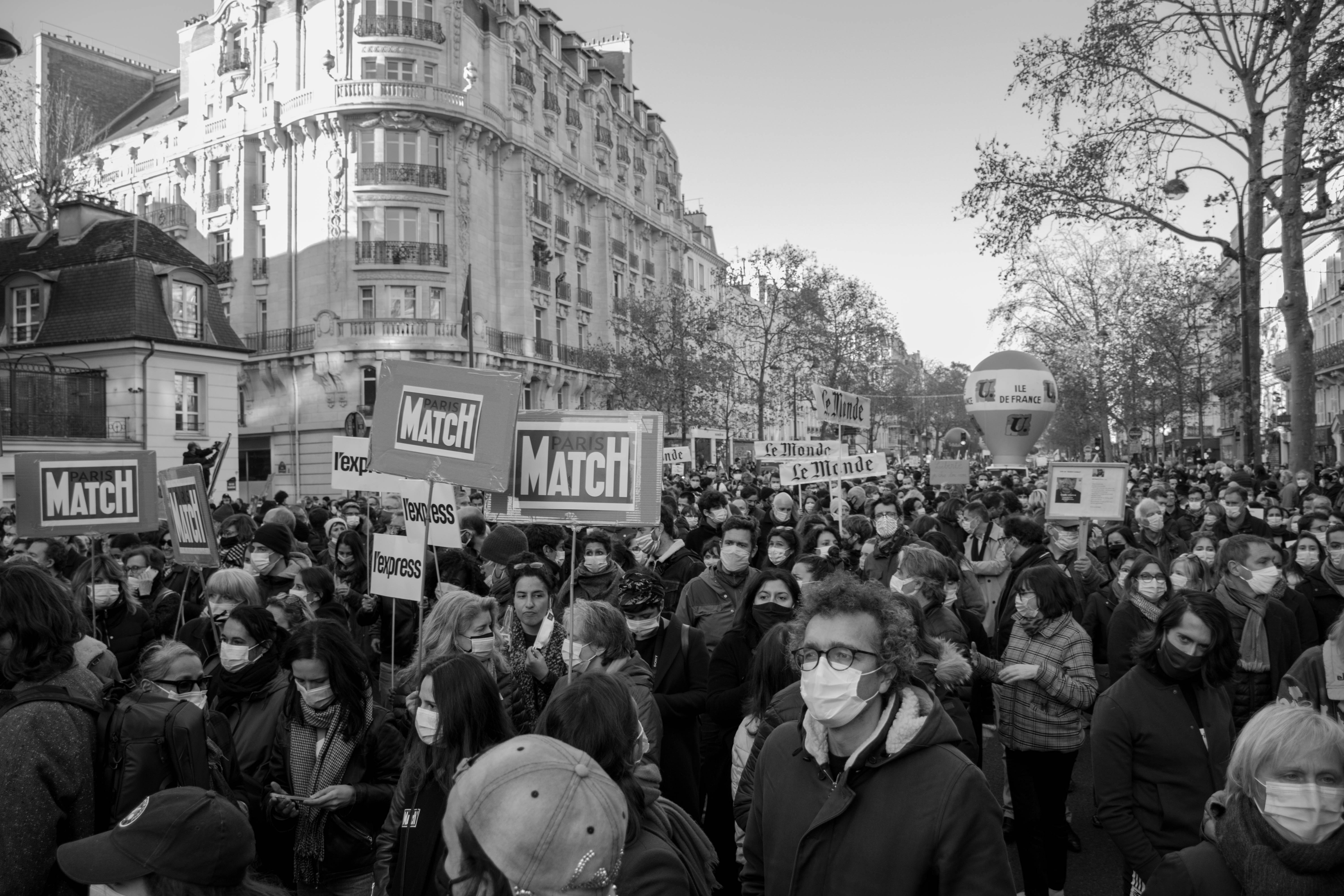
Manifestation parisienne du 28 novembre 2020.

Des manifestations (parfois appelées « marches des libertés » ou « marches des libertés et de la justice ») rassemblent quelques milliers de personnes (dont des Gilets jaunes) dans plusieurs villes de France le soir du 17 novembre, à l'initiative des syndicats de journalistes et des associations de défense des droits de l'homme. À Paris, des violences éclatent. Plusieurs journalistes en exercice sont malmenés par des policiers, une photographe de Taranis News et un journaliste de France 3 Paris Île-de-France sont placés en garde à vue (ils écopent d'un rappel à la loi), suscitant de vives critiques du groupe audiovisuel et des syndicats de journalistes — qui y voient également  les effets du schéma national du maintien de l'ordre publié deux mois auparavant,,,,.
D'autres manifestations ont lieu le 21 novembre dans une vingtaine de villes,. Il en est de même le 28 novembre, cette fois dans plus de soixante-dix villes. Entre 46 000 (ministère de l’intérieur) et 200 000 personnes (organisateurs) manifestent ce jour-là à Paris, entre 133 000 et 500 000 en France,. Un photojournaliste syrien, Ameer Al Halbi, est blessé au visage par un coup de matraque,,. Des images diffusées par Le Monde montrent la violence de cette charge de police. Reporter sans frontières porte plainte pour violences volontaires par une personne dépositaire de l’autorité publique. Plusieurs dizaines de policiers et gendarmes sont blessés, selon le ministère de l'Intérieur, et l'un d'entre eux, à Paris, est poussé au sol puis roué de coups. 
Le 5 décembre, environ 90 cortèges défilent dans toute la France et réunissent, selon le ministère de l'Intérieur, environ 50 000 personnes ; des affrontements avec les forces de l'ordre ont lieu à Paris, Dijon, Nantes et Lyon conduisant, selon Gérald Darmanin à 95 interpellations et faisant 67 blessés chez les forces de l'ordre, dont 48 à Paris. En outre un manifestant est grièvement blessé à la main, vraisemblablement par une grenade GM2L,,,.
La manifestation parisienne du 12 décembre 2020 rassemble 5 000 manifestants selon la police et se déroule « sans incident majeur » selon Le Monde, mais des députés, associations et syndicats dénoncent des « arrestations arbitraires » lors de la manifestation. Gérald Darmanin évoque 142 interpellations et se félicite de l’attitude des forces de l’ordre qui aurait permis d’éviter les violences. La police jallit à plusieurs reprises dans le cortège (32 fois selon Mediapart) pour interpeller des personnes potentiellement violentes; mais selon les enregistrements diffusés par Mediapart ces agressions surviennent « sans raison apparente »,. Sur les 142 personnes interpellées, 5 sont condamnées, dont seulement deux pour des faits de violences. 26 manifestants dénoncent le caractère « arbitraire » de leurs gardes à vue, mais le parquet de Paris classe sans suite, sans avoir mené d'enquête..
Le 22 décembre 2020, le Conseil d'État, saisi par la La Quadrature du Net, juge illicite la surveillance de ces manifestations par la Préfecture de police de Paris par l’utilisation de drones.
Une nouvelle journée de mobilisation contre la proposition de loi se déroule le 30 janvier 2021 dans plusieurs dizaines de villes (Paris, où le rassemblement est dédié à Steve Maia Caniço, Lyon, Lille, Nantes, Rennes, Strasbourg, Montpellier, Toulon, Nice, Dijon, La Rochelle, Quimper, Abbeville, Tarbes, au Havre, etc.). Des heurts se déroulent après la dispersion du rassemblement organisé place de la République à Paris. Une vidéo du journaliste Rémy Buisine diffusée par Brut, montrant le matraquage d'un manifestant par un policier, entraine l'ouverture d’une enquête de la Préfecture de police.

## Intérêts privés et lobbying

### Sécurité privée
Le président du groupement des entreprises de sécurité privée (GES), Frédéric Gauthey, a proposé des modifications concernant le texte de loi au Ministère de l'Intérieur. Selon lui, « le compte n’y est pas », notamment sur le sujet de la sous-traitance,.

### Documents
- « Dossier législatif sur la proposition de loi relative à la sécurité globale », Assemblée nationale (consulté le 11 novembre 2020)
- Défenseur des droits, Avis 20-05 relatif à la proposition de loi relative à la sécurité globale, 3 novembre 2020 (lire en ligne)
- Défenseur des droits, Avis 20-06 du 17 novembre 2020 relatif au texte adopté par la commission des lois, sur la proposition de loi relative à la sécurité globale, 17 novembre 2020 (lire en ligne)
- Commission nationale consultative des droits de l'homme, Avis sur la proposition de loi relative à la sécurité globale, 26 novembre 2020 (lire en ligne)
- Marie-Laure Denis, Délibération n° 2021-011 du 26 janvier 2021 portant avis sur une proposition de loi relative à la sécurité globale, CNIL, 3 février 2021 (lire en ligne)
- Conseil constitutionnel, Décision n° 2021-817 DC du 20 mai 2021, 20 mai 2021 (lire en ligne)